# 王大捷
王大捷（？—17世紀），字仙掌，湖廣常德府武陵縣人，明朝、南明政治人物。

## 生平
王大捷是天啟七年（1627年）丁卯科湖廣鄉試舉人，崇禎十三年（1640年）庚辰科進士，授行人司行人，彈劾陳睿謨、王聚奎、李乾德；會試時負責校閱試卷，多名出眾的人都由其選拔。弘光年間他和蔣拱宸、曾倜、張茂梧、劉憲章、何肇元、吳鑄、李曰池、王亮教、劉世法、王國楠、王耀時同獲任命，遷福建道監察御史，以節操著名，後事不詳。

## 引用
1. 1 2  錢海岳《南明史·卷三十三·列傳第九》：同（蔣拱宸弘光）時曾倜、張茂梧、劉憲章、何肇元、王大捷、吳鑄、李曰池、王亮教、劉世法、王國楠、王耀時亦以建言稱。……大捷，字仙掌，武陵人。崇禎十三年進士，授行人，疏糾陳睿謨、王聚奎、李乾德，遷福建道御史。
2. ↑  同治《武陵縣志·卷三十二·選舉二》：舉人……天啟……王大捷 丁卯，見進士
3. ↑  同治《武陵縣志·卷三十五·人物一》：王大捷，字仙掌。崇禎庚辰進士，授行人，會試分校名雋多出其門，改御史，以清操著。 府志